# Dječja pjesma Eurovizije 2024.
Dječja pjesma Eurovizije 2024. bilo je 22. izdanje natjecanja za dječju pjesmu Eurovizije u organizaciji Europske radiodifuzijske unije (EBU) i domaćina Radiotelevisión Española (RTVE).  
Natjecanje se održalo u Španjolskoj, nakon što je prošlogodišnja zemlja pobjednica Francuska odustala od domaćinstva. Bilo je to prvi put da se natjecanje održava u Španjolskoj, kao i prvi eurovizijski događaj koji se se održao u toj zemlji nakon Eurosonga 1969. u Madridu.
Pobjednik Dječje Eurovizije je Gruzija s pjesmom »To My Mom«. Očekuje se da će se Dječja Eurovizija 2025. godine održati u Gruziji.
██ Potvrđene zemlje na Dječjoj Euroviziji 2024

## Lokacija
Za razliku od Pjesme Eurovizije, zemlja pobjednica nije automatski dobila pravo domaćina sljedećeg natjecanja. Međutim, od 2019., domaćin svakog natjecanja bila je zemlja pobjednica prethodne godine, a od 2011. (s izuzetkom 2012. i 2018., zemlja pobjednica je imala pravo prvokupa na domaćinstvo sljedećeg natjecanja. U 2015. Italija je dobila mogućnost domaćina, ali je na kraju odustala od toga.
Francuska televizijska kuća France Télévisions objavila je 27. studenog 2023. da će se voditi razgovori s EBU-om u vezi s domaćinstvom natjecanja 2024. jer je više zemalja izrazilo interes za domaćinstvo natjecanja i nisu željeli "francuski monopol na dječjoj Euroviziji", budući da su već bili domaćini događaja dva puta u razdoblju od tri godine. Francuska je na kraju odlučila ne biti domaćin 2024. Španjolska, koja je završila na drugom mjestu natjecanja 2023., najavljena je kao zemlja domaćin 2024. 14. veljače 2024.

## Popis zemalja sudionica
Da bi neka zemlja mogla biti kvalificirana za potencijalno sudjelovanje na Dječjoj pjesmi Eurovizije, mora biti aktivna članica EBU-a.
Dana 3. rujna 2024., sljedeće zemlje su objavljene kao sudionice 21 izdanja dječje Eurovizije. Ujedinjeno Kraljevstvo se povuklo sa natjecanja, dok su se Cipar i San Marino vratili.
| Zemlja              | Izvođač                           | Naziv pjesme           | Prijevod na hrvatski      | Tekstopisac(i)                                        | Jezik                  |
| ------------------- | --------------------------------- | ---------------------- | ------------------------- | ----------------------------------------------------- | ---------------------- |
| Albanija            | Nikol Çabeli                      | "Vallëzoj"             | Plovim                    | Endri Muçaj, Eriona Rushiti                           | Albanski               |
| Armenija            | Leo                               | "Cosmic Friend"        | Kozmički prijatelj        | Arpine Martoyan,Tokionine, Vahram Petrosyan           | Armenski, Engleski     |
| Cipar               | Maria Pissarides                  | "Crystal Waters"       | Kristalne vode            | Armin Gilani, Maria Pissarides, Sophia Patsalides     | Grčki, Engleski        |
| Estonija            | Annabelle Ats                     | "Tänavad"              | Ulice                     | Sven Lõhmus                                           | Estonski               |
| Francuska           | Titouan                           | "Comme ci comme ça"    | Ovako onako               | Malory Legardinier, Marie Bastide                     | Francuski              |
| Gruzija             | Andria Putkaradze                 | "To My Mom"            | Mojoj mami                | Giga Kukhianidze, Maka Davitaia                       | Gruzijski              |
| Njemačka            | Bjarne                            | "Save the Best for Us" | Sačuvajte najbolje za nas | Ignacio Uriarte, Kai Oliver Krug, Thomas Meilstrup    | engleski, njemački     |
| Irska               | Enya Cox Dempsey                  | "Le chéile"            | Zajedno                   | Ian James White, Laois Ní Nualláin, Nicky Brennan     | Irski                  |
| Italija             | Simone Grande                     | "Pigiama party"        | Pidžama zabava            | Alex Uhlmann, Luca Mattioni, Pablo Meneguzzo          | Talijanski             |
| Malta               | Ramires Sciberras                 | "Stilla ċkejkna"       | Mala zvijezda             | Aleandro Spiteri, Monseigneur, Lon Kirkop, Peter Borg | Malteški               |
| Nizozemska          | Stay Tuned                        | "Music"                | Glazba                    | Jermain van der Bogt, Willem Laseroms                 | Nizozemski, Engleski   |
| San Marino          | Idols SM                          | "Come noi"             | Poput nas                 | Francesco Sancisi, Nicola Della Valle, Paolo Macina   | Talijanski             |
| Sjeverna Makedonija | Ana Vančevska i Aleksej Ivanovski | "Marathon"             | Maraton                   | Lazar Cvetkovski,Magdalena Cvetkovska                 | Makedonski, Engleski   |
| Poljska             | Dominik Arim                      | "All Together"         | Svi zajedno               | Aldona Dąbrowska,Sławomir Sokołowski                  | Poljski, Engleski      |
| Portugal            | Victoria Nicole                   | "Esperança"            | Nada                      | Victoria Nicole                                       | Španjolski,Portugalski |
| Španjolska          | Chloe DelaRosa                    | "Como la Lola"         | Kao Lola                  | Chloe DelaRosa,David Parejo, Luis Ramira              | Španjolski             |
| Ukrajina            | Artem Kotenko                     | "Hear Me Now"          | Čuj me sada               | Svitlana Tabarova                                     | Ukrajinski,Engleski    |

### Druge zemlje

#### Aktivni članovi EBU-a
Aktivni emiteri članovi EBU-a: Andora, Austrija, Belgija (i RTBF i VRT), Hrvatska, Danska, Finska, Grčka, Island, Izrael, Kazakhstanu, Latvija, Litva, Luksemburg, Rumunjska, San Marino, Škotska, Srbija, Slovačka, Slovenija, Švedska, Švicarska (SRF), Ujedinjeno Kraljevstvo i Wales potvrdili su nesudjelovanje prije nego što je EBU objavio popis sudionika.

#### Emiteri koji nisu članovi EBU-a
- Bjelorusija – EBU je 1. srpnja 2021. suspendirao bjeloruski emiter BTRC zbog gušenja slobode medija u zemlji i neovisnosti emitera.[13] Dana 27. kolovoza 2021., glavni direktor BTRC-a, Ivan Eismont, otkrio je da suspenzija istječe 1. srpnja 2024.[14] čineći izdanje natjecanja 2024. najranijim mogućim povratkom u zemlju.  Bjelorusija je zadnji put sudjelovala na Dječjoj pjesmi Eurovizije 2020.

## Pregled natjecanja
Događaj se održao 16. studenog 2024. u 18:00. Sudjelovalo je sedamnaest zemalja, a redoslijed je objavljen 10. listopada. Sve zemlje koje su se natjecale imale su pravo glasovanja putem glasovanja žirija, kao i zemlje sudionice i zemlje koje ne sudjeluju u zbirnom međunarodnom online glasovanju. 
| Redoslijed n. | Zemlja              | Umjetnik                          | Pjesma                 | Bodovi: | Mjesto: |
| ------------- | ------------------- | --------------------------------- | ---------------------- | ------- | ------- |
| 1.            | Italija             | Simone Grande                     | "Pigiama party"        | 98      | 9.      |
| 2.            | Estonija            | Annabelle Ats                     | "Tänavad"              | 55      | 14.     |
| 3.            | Albanija            | Nikol Çabeli                      | "Vallëzoj"             | 126     | 7.      |
| 4.            | Armenija            | Leo                               | "Cosmic Friend"        | 125     | 8.      |
| 5.            | Cipar               | Maria Pissarides                  | "Crystal Waters"       | 60      | 13.     |
| 6.            | Francuska           | Titouan                           | "Comme ci comme ça"    | 177     | 4.      |
| 7.            | Sjeverna Makedonija | Ana Vančevska i Aleksej Ivanovski | "Marathon"             | 54      | 16.     |
| 8.            | Poljska             | Dominik Arim                      | "All Together"         | 61      | 12.     |
| 9.            | Gruzija             | Andria Putkaradze                 | "To My Mom"            | 239     | 1.      |
| 10.           | Španjolska          | Chloe DelaRosa                    | "Como la Lola"         | 144     | 6.      |
| 11.           | Njemačka            | Bjarne                            | "Save the Best for Us" | 71      | 11.     |
| 12.           | Nizozemska          | Stay Tuned                        | "Music"                | 91      | 10.     |
| 13.           | San Marino          | Idols SM                          | "Come noi"             | 47      | 17.     |
| 14.           | Ukrajina            | Artem Kotenko                     | "Hear Me Now"          | 203     | 3.      |
| 15.           | Portugal            | Victoria Nicole                   | "Esperança"            | 213     | 2.      |
| 16.           | Irska               | Enya Cox Dempsey                  | "Le chéile"            | 55      | 15.     |
| 17.           | Malta               | Ramires Sciberras                 | "Stilla ċkejkna"       | 153     | 5.      |

## Emisije
Svi emiteri koji sudjeluju mogu izabrati da imaju komentatore na licu mjesta ili na daljinu koji lokalnoj publici pružaju uvid i informacije o glasovanju.  Europska radiodifuzna unija također će osigurati međunarodne prijenose natjecanja uživo putem svog službenog YouTube kanala bez komentara.
| Država              | TV kuća            | Kanal             | Komentator(i)                    | Ref.   |
| ------------------- | ------------------ | ----------------- | -------------------------------- | ------ |
| Albanija            | RTSH               |                   |                                  |        |
| Armenija            | AMPTV              | 1TV               |                                  |        |
| Cipar               | CyBC (ΡΙΚ)         | PIK 2, PIK +      | Kyriakos Pastides                | [ 16 ] |
| Estonija            | ERR                | ETV2, ETV+        | Marko Reikop                     | [ 17 ] |
| Francuska           | France Télévisions | France 2          | Stéphane Bern i Valentina        | [ 18 ] |
| Gruzija             | GPB                | 1TV               |                                  |        |
| Italija             | RAI                | Rai 2             | Mario Acampa                     |        |
| Irska               | TG4                | TG4               |                                  |        |
| Njemačka            | ARD/ZDF            | KiKA              | Consi                            | [ 19 ] |
| Malta               | PBS                | TVM               |                                  |        |
| Nizozemska          | AVROTROS           | NPO 2             |                                  |        |
| San Marino          | SMRTV              | San Marino RTV    | Mirco Zani and Roberto Bagazzoli | [ 20 ] |
| Sjeverna Makedonija | MRT (МРТ)          | MRT 1             |                                  |        |
| Poljska             | TVP                | TVP2, TVP Polonia | Artur Orzech                     |        |
| Portugal            | RTP                | RTP 1             | Carina Jorge i Nuno Galopim      |        |
| Španjolska          | RTVE               | La 1, Radio4      | Julia Varela i Tony Aguilar      | [ 21 ] |
| Ukrajina            | SuSpilne           | Suspline KuLtura  | Timur Mirošničenko               |        |

| Država     | TV kuća        | Kanal     | Komentator(i)                | Ref.   |
| ---------- | -------------- | --------- | ---------------------------- | ------ |
| Hrvatska   | HRT            | HRT2      | Duško Ćurlić i Nika Turković | [ 22 ] |
| Litva      | LRT televizija | LRT Plius | Ramūnas Zilnys               | [ 23 ] |
| Luksemburg | RTL            | RTL Zwee  | Eric Lehmann i Raoul Roos    | [ 24 ] |